# Teodoro Fracassi
Teodoro Fracassi (Caserta, 1 de mayo de 1888-Rosario, 15 de marzo de 1977), psiquiatra ítaloargentino fue pionero de la neurocirugía argentina, vicerrector de la Universidad Nacional del Litoral y miembro de número de la Academia Nacional de Medicina (Argentina).

## Biografía
Teodoro Fracassi nació en la localidad de Caserta (Italia) donde sus padres ― su madre era porteña, su padre, italiano― pasaban las vacaciones. Se instalaron en Buenos Aires, donde reside su familia, para adquirir el título de médico.
Una vez graduado se trasladó a la ciudad de Rosario, donde se unió al equipo del Dr. Clemente Álvarez.
Desde sus inicios se sintió atraído por la especialidad de Neurocirugía y Psiquiatría, por lo que se trasladó a Alemania, Francia y Suiza, donde profundizó sus estudios con figuras de la época. Allí comenzó su entusiasmo por la investigación en su especialidad, trabajos que publica en los distintos países.
De regreso en la Argentina fundó la Cátedra de Clínica Neurológica en la Facultad de Medicina de la Universidad de Buenos Aires, la cual se constituye en un modelo tanto científico como docente, en el país proyectando sus actividades a nivel internacional.
Contribuyó a la formación de innumerables profesionales y sembró la vocación por la especialidad psiquiatría en renombradas figuras locales del país y de América Latina. Su dedicación por los problemas de la mente humana lo lleva a ser organizador y primer director del Hospital de Alienados, y luego crea un centro asistencial de su especialidad que hoy lleva su nombre.
En 1917 fundó, en una iniciativa conjunta con el Dr. Clemente Álvarez, el Sanatorio Neuropático Rosario en el cual se adoptó un nuevo modelo de atención, abierto, no represivo y con pabellones rodeados de jardines. El nuevo sanatorio permitió que las personas con necesidad de tratamiento no debieran desplazarse a Buenos Aires para su atención.
Sus cualidades docentes, científicas y éticas lo convierten con el correr de los años en una figura referente de la Neurología Argentina y esto es reconocido en la Argentina por la Academia Nacional de Medicina así como por Sociedades y Academias Americanas y Europeas.
Fue profesor titular, decano y rector de la Universidad del Litoral en distintos tiempos, demostrando siempre en sus gestiones su preocupación profunda por difundir el conocimiento así como la formación de nuevos profesionales. En 1935 fundó la Revista Argentina de Neurología, Psiquiatría y Neurocirugía. También fue impulsor de la creación de la Revista Médica de Rosario, órgano de expresión del Círculo Médico de Rosario.

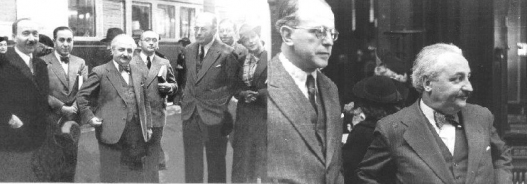
Teodoro Fracassi con el físico alemán Albert Einstein en la estación de trenes Rosario Norte (14 de abril de 1925).